# Kenneth G. Wilson
Kenneth Geddes "Ken" Wilson (født 8. juni 1936, død 15. juni 2013) var en amerikansk teoretisk fysiker og pioner inden for brug af computere til brug for forskning i partikelfysik. Han modtog nboelprisen i fysik i 1982 for sit arbejde med faseovergange, der har givet bedre viden om eksempelvis når is smelter og svag magnetisme. Det blev beskrevet i hans fundamentale værk om renormaliseringsgruppen.